# Ciconia episcopus

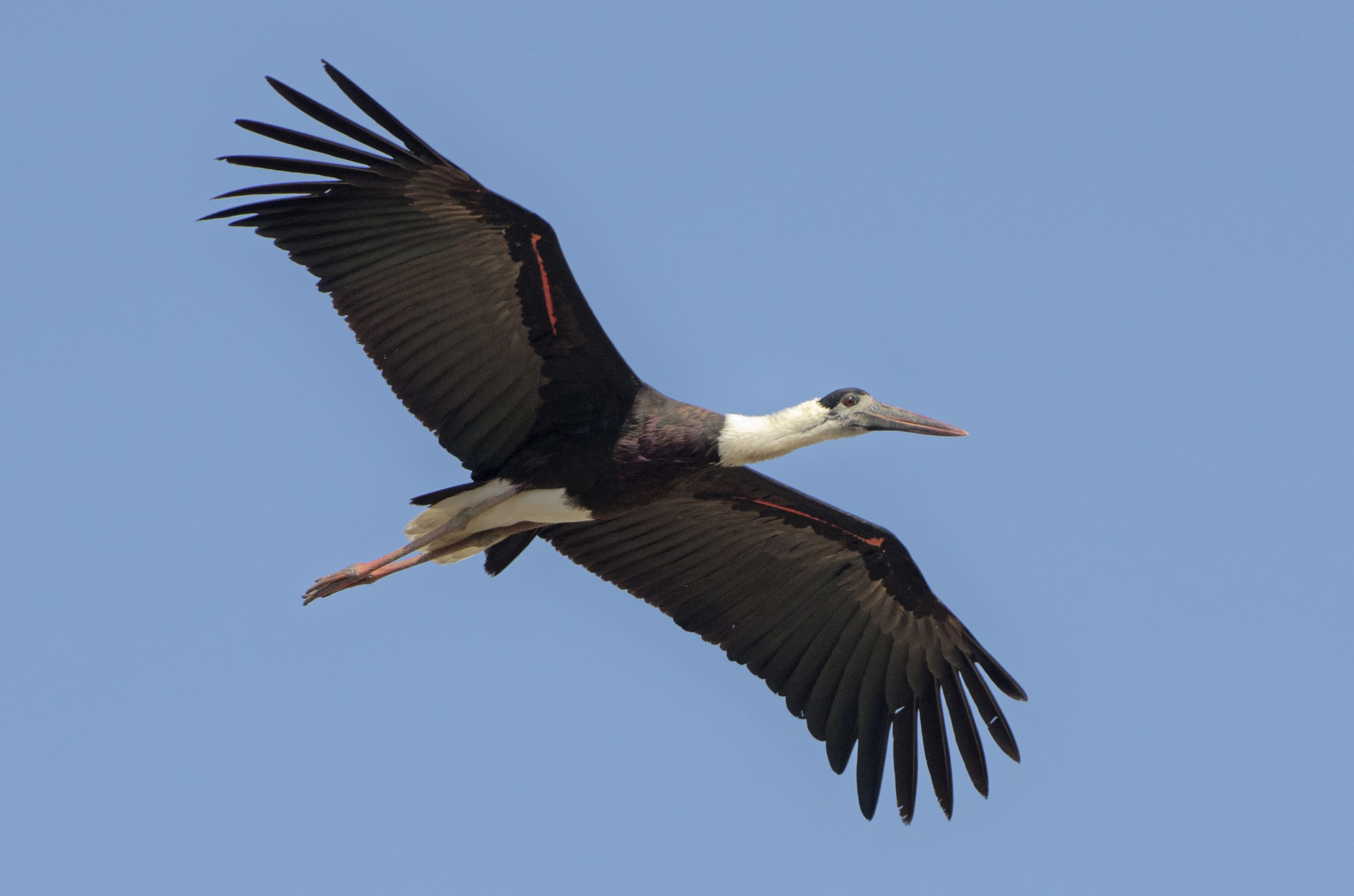
Cigüeña lanuda en vuelo

La cigüeña lanuda (Ciconia episcopus) es una especie de ave ciconiforme de la familia Ciconiidae ampliamente distribuida por las regiones tropicales del Viejo Mundo; se  encuentra en África y en Asia desde la India hasta Indonesia y Filipinas.
Fue descrito por el naturalista francés Georges-Louis Leclerc de Buffon en 1780 de un espécimen recolectado en la Costa de Coromandel.

## Subespecies
Se reconocen tres subespecies de Ciconia episcopus:
- Ciconia episcopus episcopus
- Ciconia episcopus microscelis
- Ciconia episcopus neglecta